# 泉州公交X4路
泉州公交X4路是中华人民共和国泉州市境内的一条公共交通线路，全程3.2公里。起讫点为泉州汽车站至客运中心站，运营时间为泉州汽车站7:00-19:00、客运中心站7:00-19:00
该线目前已停止运行

## 历史
- 2016年6月21日，泉州市道路运输管理处批准泉州公交发展有限公司（公交集团前身）关于开通X4路的申请
- 2016年6月26日，泉州公交开通X4路社区巴士。初期运营区间为泉州汽车站-客运中心站，初期运营时间为双向7:00-19:00，票价¥1/人。使用车辆为10部金旅XML6700JEV30C型空调电动巴士[1]
- 2016年12月3日，X4路更换为10部友谊ZGT6608NV1C型空调LNG小巴[2]，同时由一分公司（现更名为江南公司）转为隶属于四分公司（现更名为城东公司）
- 2017年1月2日，X4路停止运行，并退下10部ZGT6608NV1C停备。

## 站点
以下途径路段，除泉秀街、刺桐路以外，均可招手即停
| 路线 | 路线 | 路线 | 所在地区、街道 | 所在地区、街道 | 站点名                 | 备注          |
| ---- | ---- | ---- | -------------- | -------------- | ---------------------- | ------------- |
|      |      |      | 丰泽区         | 泉秀街         | 泉州汽车站             | 起讫站        |
|      |      |      | 丰泽区         | 津坂街         | 津坂街南段             |               |
|      |      |      | 丰泽区         | 津霞街         | 广益花园               |               |
|      |      |      | 丰泽区         | 津霞街         | 丰盛假日城堡           |               |
|      |      |      | 丰泽区         | 津霞街         | 霞淮菜市场             |               |
|      |      |      | 丰泽区         | 津霞街         | 刺桐明珠               |               |
|      |      |      | 丰泽区         | 刺桐路         | 迪克斯                 | ↑             |
|      |      |      | 丰泽区         | 刺桐路         | 公路一公司（↓）        | 泉秀街口（↑） |
|      |      |      | 丰泽区         | 妙云街         | 东美菜市场             |               |
|      |      |      | 丰泽区         | 美桐街         | 泉州市公共资源交易中心 |               |
|      |      |      | 丰泽区         | 淮秀路         | 淮秀路                 |               |
|      |      |      | 丰泽区         | 泉秀路         | 客运中心站             | 起讫站        |

## 票价
X4路计价方式为一票制，票价¥1.0。
- 泉通卡普通卡9折，月票卡乘坐刷1次。敬老卡、爱心卡有效
- 可使用微信扫码支付

## 配车
- 金旅XML6700JEV30C
（2016.6 - 2016.12）
- 友谊ZGT6608NV1C
（2016.12 - 2017.1）

## 相关
- 泉州公交线路列表